# Dinastia Zhou orientale
Il periodo storico corrispondente alla dinastia Zhou metà orientale può essere diviso in due momenti: il primo, dal 722 a.C. al 481 a.C., è chiamato Periodo delle primavere e degli autunni, dal nome di una celebre cronaca; il secondo è noto come Periodo dei regni combattenti (480 a.C.-221 a.C.), dal titolo di un'altra famosa cronaca. Il Periodo dei regni combattenti si estende leggermente oltre il 256 a.C., data della fine della dinastia Zhou. Questa discrepanza è dovuta al fatto che il regno di Nan, l'ultimo re Zhou, finì 35 anni prima dell'inizio della dinastia Qin, che mise termine al Periodo dei regni combattenti.
Il periodo della dinastia Zhou orientale è conosciuto anche come Periodo delle Cento Scuole, con riferimento alla fioritura delle scuole di pensiero avvenuto in questo periodo, che contribuì al cambiamento sociale e politico responsabile in gran parte del declino della dinastia Zhou.
La politica feudale della prima fase della dinastia Zhou aveva portato ad un indebolimento politico e militare del re, che aveva bisogno del sostegno finanziario dei principi e dei feudatari. La frammentazione del regno si accelerò, dal re Ping in poi. Il re diventò sempre più un'autorità soltanto di facciata, mentre il vero potere politico e militare era nelle mani dei cinque principi dei territori più importanti.
Verso la fine della dinastia, nel Periodo dei regni combattenti, i principi cessarono di riconoscere anche solo nominalmente l'autorità della dinastia Zhou e cominciarono ad attribuirsi il titolo di re.

## Imperatori della dinastia Zhou orientale
| Nome personale    | Nome regale                   | Anni di regno     |
| Ji Yijiu 姬宜臼   | Re Ping di Zhou 平王          | 771 a.C.-720 a.C. |
| Ji Lin 姬林       | Re Huan di Zhou 桓王          | 719 a.C.-697 a.C. |
| Ji Tuo 姬佗       | Re Zhuang di Zhou 莊王        | 696 a.C.-682 a.C. |
| Ji Huqi 姬胡齊    | Re Xi di Zhou 釐王            | 681 a.C.-677 a.C. |
| Ji Lang 姬閬      | Re Hui I di Zhou 惠王         | 676 a.C.-652 a.C. |
| Ji Zheng 姬鄭     | Re Xiang di Zhou 襄王         | 651 a.C.-619 a.C. |
| Ji Renchen 姬壬臣 | Re Qing di Zhou 頃王          | 618 a.C.-613 a.C. |
| Ji Ban 姬班       | Kuang di Zhou 匡王            | 612 a.C.-607 a.C. |
| Ji Yu 姬瑜        | Re Ding di Zhou 定王          | 606 a.C.-586 a.C. |
| Ji Yi 姬夷        | Re Jian di Zhou 簡王          | 585 a.C.-572 a.C. |
| Ji Xiexin 姬泄心  | Ling di Zhou 靈王             | 571 a.C.-545 a.C. |
| Ji Gui 姬貴       | Re Jing di Zhou (Ji Gui) 景王 | 544 a.C.-521 a.C. |
| Ji Meng 姬猛      | Re Dao di Zhou 悼王           | 520 a.C.          |
| Ji Gai 姬丐       | Re Jing di Zhou (Ji Gai) 敬王 | 519 a.C.-476 a.C. |
| Ji Ren 姬仁       | Re Yuan di Zhou 元王          | 475 a.C.-469 a.C. |
| Ji Jie 姬介       | Re Zhending di Zhou 貞定王    | 468 a.C.-442 a.C. |
| Ji Quji 姬去疾    | Re Ai di Zhou 哀王            | 441 a.C.          |
| Ji Shu 姬叔       | Re Si di Zhou 思王            | 441 a.C.          |
| Ji Wei 姬嵬       | Re Kao di Zhou 考王           | 440 a.C.-426 a.C. |
| Ji Wu 姬午        | Re Weilie di Zhou 威烈王      | 425 a.C.-402 a.C. |
| Ji Jiao 姬驕      | Re An di Zhou 安王            | 401 a.C.-376 a.C. |
| Ji Xi 姬喜        | Re Lie di Zhou 烈王           | 375 a.C.-369 a.C. |
| Ji Bian 姬扁      | Re Xian di Zhou 顯王          | 368 a.C.-321 a.C. |
| Ji Ding 姬定      | Re Shenjing di Zhou 慎靚王    | 320 a.C.-315 a.C. |
| Ji Yan 姬延       | Re Nan di Zhou 赧王           | 314 a.C.-256 a.C. |
| Ji Jie 姬杰       | Re Hui II di Zhou 惠王        | 255 a.C.-249 a.C. |